# 關東鐵道
關東鐵道股份有限公司（日语：／ Kantō Tetsudō */?），簡稱關東鐵道或關鐵，是一家以茨城縣內土浦市、筑波市、龍崎市與守谷市為主要服務範圍的日本鐵路公司。除了在茨城縣內擁有兩條鐵路線之外，以關東鐵道為首的關鐵集團也涵蓋了包括路線公車、計程車、物流與不動產在內的周邊事業。總部設於土浦市的關東鐵道是京成集團的成員之一，京成電鐵在2024年9月1日透過股票互換，將關東鐵道納入旗下子公司。

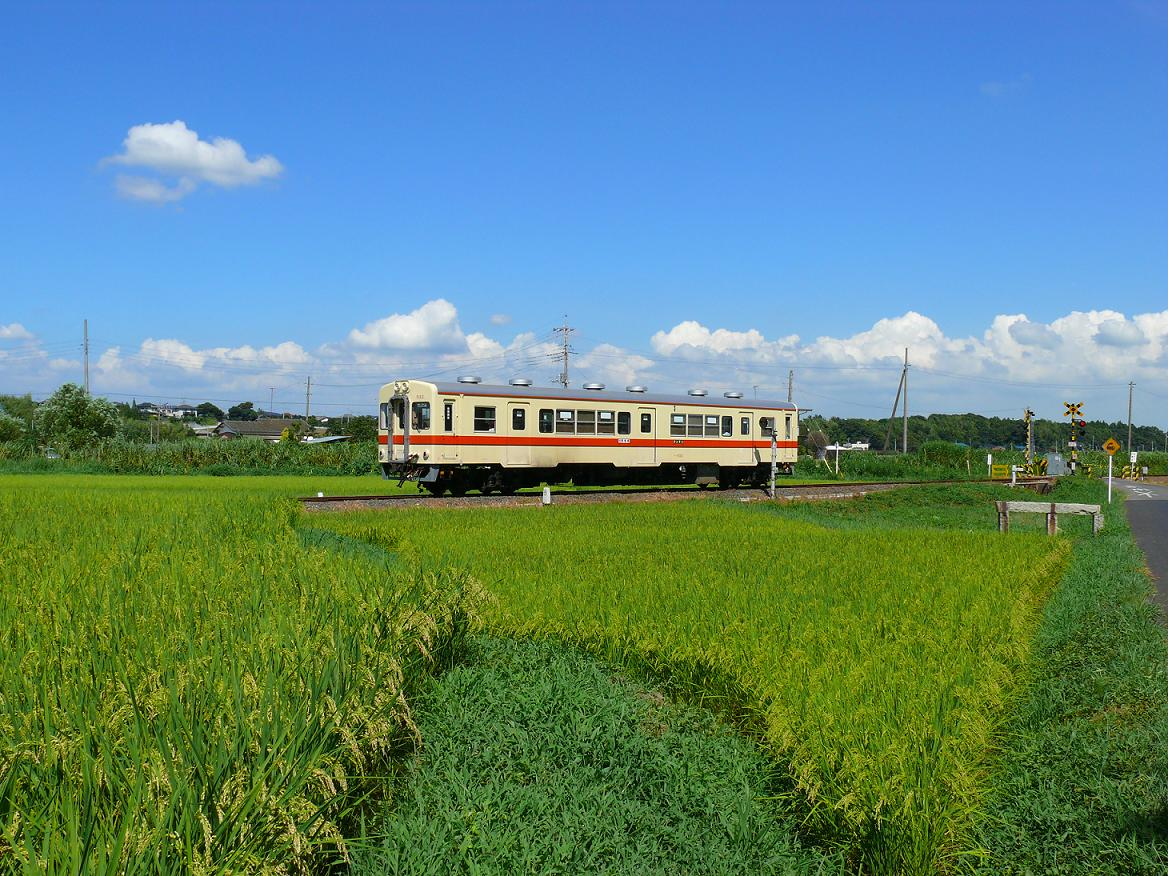
行駛於龍崎線上的Kiha532型柴油客車。2007年時攝於龍崎至入地間路段。

## 歷史
關東鐵道的前身是1965年時合併的常總筑波鐵道與鹿島参宮鐵道兩家公司，其中鹿島參宮鐵道被選為存續單位，因此關東鐵道官方認定的成立日期是以鹿島参宮創立的1922年9月3日為準。常總筑波鐵道是在二戰期間由常總鐵道（常總線的經營者）與筑波鐵道（第一代，是當時筑波線的經營者，與關東鐵道於1979年時成立的全資子公司並不相同）合併而成。除了鐵路運輸外，也擁有當時國鐵常磐線以北的公車路網。至於原本經營鉾田線的鹿島参宮鐵道則是在二戰中吸收了龍崎鐵道（龍崎線的經營者），擁有常磐線以南一直到鹿行地區為止的公車路線。
2022年9月3日，關東鐵道迎來公司創立的100周年。2024年4月26日，關東鐵道宣布於9月1日與京成電鐵進行股票互換，並成為京成電鐵的子公司。8月30日，關東鐵道宣布將自同年的10月1日起調整票價，為該公司時隔17年再度調整票價；而車票的平均漲幅為6.4%。

## 使用車輛

### 常總線
- 關東鐵道KiHa 2100型柴聯車
- 關東鐵道KiHa 2200型柴聯車（日语：関東鉄道キハ2200形気動車）
- 關東鐵道KiHa 2300型柴聯車（日语：関東鉄道キハ2300形気動車）
- 關東鐵道KiHa 2400型柴聯車（日语：関東鉄道キハ2400形気動車）
- 關東鐵道KiHa 5000型柴聯車
- 關東鐵道KiHa 5010型柴聯車
- 關東鐵道KiHa 5020型柴聯車

### 龍崎線
- 關東鐵道KiHa 532型柴聯車（日语：関東鉄道キハ532形気動車）

- 關東鐵道KiHa 2000型柴聯車

## 鐵路
由多家鐵路業者合併而成的關東鐵道，迄今仍保有兩條路線，是總公司設於茨城的鐵路業者裡面規模最大者。
- 現有路線

| 中文線名 | 日文線名 | 起點 | 終點 | 距離（公里） |
| -------- | -------- | ---- | ---- | ------------ |
| 常總線   |          | 取手 | 下館 | 51.1         |
| 龍崎線   |          | 佐貫 | 龍崎 | 4.5          |

- 已廢路線
  - 鉾田線（日语：鹿島鉄道線）：1979年時成立子公司鹿島鐵道並將業務切割移轉，已於2007年時廢線。
  - 筑波線（日语：筑波鉄道筑波線）：1979年時成立子公司筑波鐵道並將業務切割移轉，已於1987年時廢線。
  - 鬼怒川線（日语：常総筑波鉄道鬼怒川線）：大田鄉 － 三所，1964年時廢線。

## 外部連結
- 關東鐵道官方網站 （页面存档备份，存于）（日語）